# Джэксон (Вайоминг)
Джэксон (англ. Jackson) — город, расположенный в округе Титон (штат Вайоминг, США) с населением в 9577 человек по статистическим данным переписи 2010 года.
Город является административным центром округа Титон.

## Общие сведения
Джэксон является основным транзитным пунктом для миллионов туристов, ежегодно посещающих Национальный парк Гранд-Титон, Йеллоустонский национальный парк и Национальный заказник Элк. В непосредственной близости от города также находится ряд горнолыжных курортов. В нескольких километрах к юго-востоку от пригородной зоны расположена сложная трасса «Сноу-Кинг» с крутыми, почти вертикальными съездами, имеющими систему ночного освещения. В 19 километрах к северо-западу от Джэксона находится более известный горнолыжный курорт Джэксон-Хол, открытый в 1966 году и имеющий в настоящее время один из наиболее крутых на континенте горнолыжных спусков с высоты 1262 метров. Примерно в часе езды на северо-запад от города доступен ещё один курорт Гранд-Тари, открытый в начале 1970-х годов и в данное время имеющий всемирную славу одного из самых снежных мест. Гранд-Тари находится на западном склоне хребта Титон, от данного курорта берёт своё начало горная дорога, идущая через перевал Титон-Пасс к посёлку Дригс в штате Айдахо, который в свою очередь расположен на другом склоне горной гряды.

## Демография
| Год переписи      | Нас. |  | %±     |
| ----------------- | ---- |  | ------ |
| 1900              | 59   |  | —      |
| 1910              | 264  |  | 347,5% |
| 1920              | 307  |  | 16,3%  |
| 1930              | 533  |  | 73,6%  |
| 1940              | 1046 |  | 96,2%  |
| 1950              | 1244 |  | 18,9%  |
| 1960              | 1437 |  | 15,5%  |
| 1970              | 2688 |  | 87,1%  |
| 1980              | 4511 |  | 67,8%  |
| 1990              | 4472 |  | −0,9%  |
| 2000              | 8647 |  | 93,4%  |
| 2009              | 9915 |  | 14,7%  |
| 1900–2009 source: |      |  |        |

По данным переписи населения 2010 года, в Джэксоне проживало 9577 человек, 1858 семей, насчитывалось 3964 домашних хозяйства и 4736 жилых домов. Средняя плотность населения составляла около 1 627,5 человек на один квадратный километр. Расовый состав Джэксона по данным переписи распределился следующим образом: 79,8 % белых, 0,4 % — чёрных или афроамериканцев, 0,8 % — коренных американцев, 1,4 % — азиатов, 0,1 % — выходцев с тихоокеанских островов, 2,3 % — представителей смешанных рас, 15,2 % — других народностей. Испаноговорящие составили 27,2 % от всех жителей города.
Из 3964 домашних хозяйств в 24,7 % — воспитывали детей в возрасте до 18 лет, 35,2 % представляли собой совместно проживающие супружеские пары, в 6,6 % семей женщины проживали без мужей, 53,1 % не имели семей. 31,9 % от общего числа семей на момент переписи жили самостоятельно, при этом 5,3 % составили одинокие пожилые люди в возрасте 65 лет и старше. Средний размер домашнего хозяйства составил 2,39 человек, а средний размер семьи — 3,04 человек.
Население города по возрастному диапазону по данным переписи 2010 года распределилось следующим образом: 18 % — жители младше 18 лет, 11,6 % — между 18 и 24 годами, 43,8 % — от 25 до 44 лет, 20,5 % — от 45 до 64 лет и 6,2 % — в возрасте 65 лет и старше. Средний возраст жителей составил 31,9 год. На каждые 100 женщин в Джэксоне приходилось 117,5 мужчин, при этом на каждые сто женщин 18 лет и старше приходилось 118,4 мужчин также старше 18 лет.
Средний доход на одно домашнее хозяйство в городе составил 69 432 доллара США, а средний доход на одну семью — 59 605 долларов. При этом мужчины имели средний доход в 35 892 доллара США в год против 29 175 долларов среднегодового дохода у женщин. Доход на душу населения в городе составил 27 066 доллара в год. 4,2 % от всего числа семей в округе и 6,4 % от всей численности населения находилось на момент переписи населения за чертой бедности, при этом 6,7 % из них были моложе 18 лет и 8,8 % — в возрасте 65 лет и старше.

## География

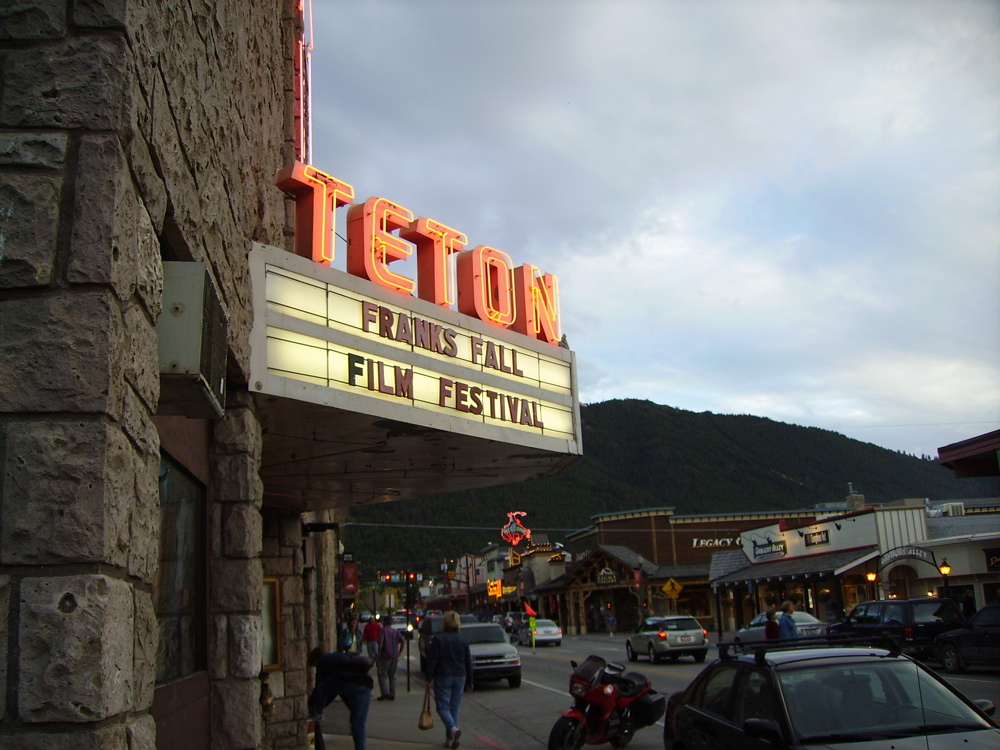
Вход в кинотеатр «Титон» в Джэксоне

По данным Бюро переписи населения США город Джэксон имеет общую площадь в 7,25 квадратных километров, водных ресурсов в черте населённого пункта не имеется.
Город Джэксон расположен на высоте 1901 метр над уровнем моря.
| Показатель                    | Янв.  | Фев.  | Март  | Апр. | Май  | Июнь | Июль | Авг. | Сен. | Окт. | Нояб. | Дек.  | Год   |
| ----------------------------- | ----- | ----- | ----- | ---- | ---- | ---- | ---- | ---- | ---- | ---- | ----- | ----- | ----- |
| Средний суточный максимум, °C | −3,9  | −0,6  | 4,4   | 9,4  | 16,1 | 21,7 | 26,1 | 25,6 | 20,6 | 12,8 | 2,8   | −3,3  | 10,9  |
| Средняя температура, °C       | −10,6 | −8,3  | −3,3  | 2,2  | 7,8  | 12,2 | 16,1 | 15,6 | 10,6 | 4,4  | −3,3  | −10   | 2,8   |
| Средний суточный минимум, °C  | −17,2 | −16,1 | −11,1 | −5,6 | −0,6 | 2,8  | 5,6  | 5    | 1,1  | −3,9 | −10   | −16,7 | −5,6  |
| Норма осадков, мм             | 65    | 53,6  | 41,9  | 36,3 | 51,3 | 43,2 | 35,8 | 36,3 | 33,5 | 32   | 56,1  | 62,5  | 547,6 |

## Известные уроженцы и жители
- Джек Лауфери (англ. Jack Laughery) (1935—2006), американский инвестор и консультант ресторанного бизнеса, бывший CEO и председатель сети ресторанов Hardee’s.